# Sülstorf
Sülstorf ist eine Gemeinde im Landkreis Ludwigslust-Parchim in Mecklenburg-Vorpommern. Sie wird vom Amt Ludwigslust-Land mit Sitz in der nicht amtsangehörigen Stadt Ludwigslust verwaltet.
Zu Sülstorf gehören die Ortsteile Boldela und Sülte.

## Geografie und Verkehr

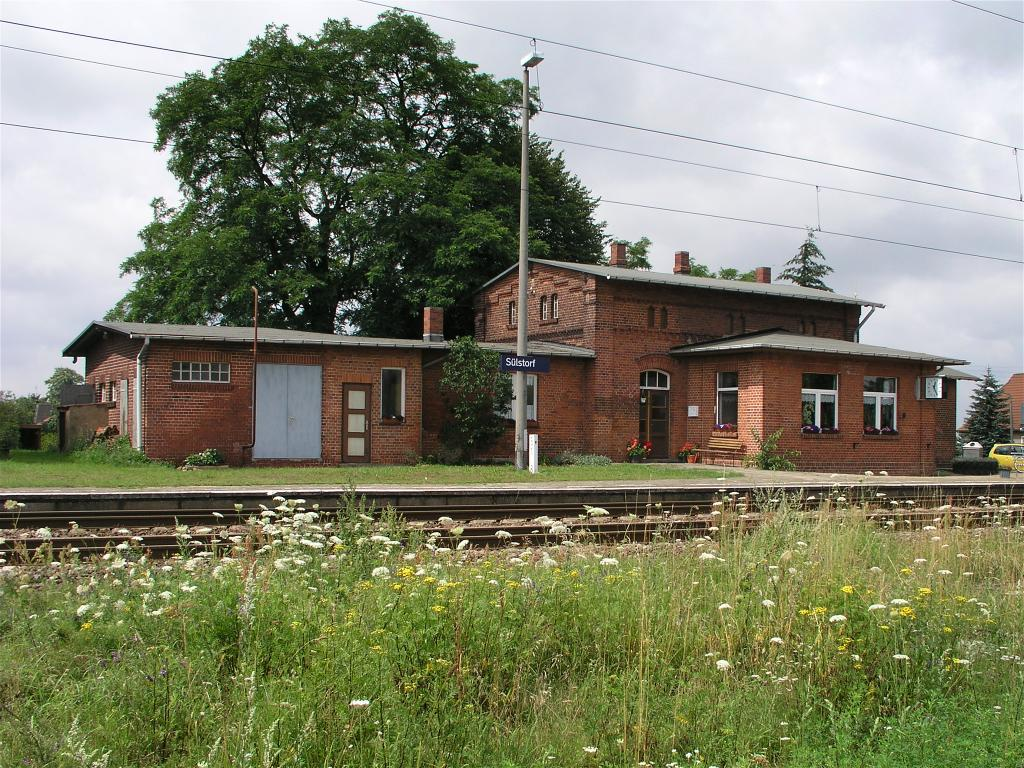
Bahnhof in Sülstorf

Die Gemeinde liegt etwa zwölf Kilometer südlich der Landeshauptstadt Schwerin. Die Bundesstraße 321 befindet sich in etwa sieben Kilometer Entfernung. Die Bundesautobahn 24 wird über die Anschlussstelle Hagenow in zehn Kilometern erreicht.
Umgeben wird Sülstorf von den Nachbargemeinden Holthusen im Norden, Lübesse im Osten, Uelitz im Südosten, Hoort im Südwesten sowie Alt Zachun im Westen.
Sülstorf besitzt einen Haltepunkt an der Bahnstrecke Ludwigslust–Wismar. Er wird von der Regional-Express-Linie RE 8 (Wismar–Wittenberge–Berliner Stadtbahn–Flughafen BER)  und der Regionalbahnlinie RB 17 Ludwigslust–Bad Kleinen–Wismar jeweils abwechselnd zweistündlich bedient, so dass sich ein Stundentakt ergibt.

## Geschichte
Die erste urkundliche Erwähnung von Sülstorf stammt aus dem Jahr 1217. Hier wurde der Ort in einer Schenkungsurkunde der Grafen von Schwerin an die Komturei Sülstorf erwähnt. Bis 1315 hatte der Komtur des Johanniterordens hier seinen Sitz. Um 1700 befand sich in Boldela ein Landesherrlicher Hof, zu welchem auch Sülstorf diente. 1882 ist nahe Sülstorf noch eine Mühle in einer Karte verzeichnet. Ein Feuer vernichtete 1979 die Sülstorfer Kirche, welche 1984 wieder aufgebaut wurde und 2003 einen hölzernen Turm erhielt.
Am 1. Januar 1951 wurde die bisher eigenständige Gemeinde Boldela eingegliedert.
Vom 13. bis 15. April 1945 hielt ein Zug mit rund 4600 KZ-Häftlingen auf einem Gleis nahe dem Bahnhof. Hunderte Gefangene starben bei dem Transport fast ohne Wasser und Verpflegung. Die Häftlinge kamen aus dem  KZ-Außenlager Helmstedt-Beendorf, einem Außenlager des KZ Neuengamme und sollten ins KZ Wöbbelin gebracht werden. In Sülstorf hatte der Zug gehalten, weil ein anderer Treck aus dem KZ-Außenlager Schandelah das Anschlussgleis des KZ Wöbbelin blockierte. Am 15. April ist der Sülstorfer Zug dann ins KZ Wöbbelin gefahren, wo die SS die Männer in das Lager trieb. Für die Frauen endete die Odyssee erst am 20. und 21. April in Außenlagern des KZ Neuengamme, im KZ-Außenlager Hamburg-Sasel, KZ-Außenlager Hamburg-Wandsbek, KZ-Außenlager Hamburg-Eidelstedt und KZ-Außenlager Hamburg-Langenhorn. 1947 wurde für die Toten ein Ehrenfriedhof gegenüber dem Bahnhof errichtet. Ein Gedenkstein der Jüdischen Landesgemeinde von 1951 erinnert an 53 jüdische Frauen aus Ungarn, deren Leichen nach Kriegsende in Sülstorf gefunden worden waren. Die tatsächliche Opferzahl auf dem Sülstorfer Gemeindegebiet ist unbekannt.

## Politik

### Gemeindevertretung und Bürgermeister
Der Gemeinderat besteht (inkl. Bürgermeister) aus 8 Mitgliedern. Die Wahl zum Gemeinderat am 26. Mai 2019 hatte folgende Ergebnisse:
| Partei/Bewerber                      | Prozent | Sitze |
| ------------------------------------ | ------- | ----- |
| Wählergruppe Sülstorf 2000           | 65,81   | 5     |
| Wählergruppe Sülstorf-Heimat-Zukunft | 28,35   | 2     |
| CDU                                  | 5,84    | 1     |

Bürgermeister der Gemeinde ist Roland Peters, er wurde mit 80,16 % der Stimmen gewählt.

### Wappen
| Wappen von Sülstorf | Blasonierung: „In Rot ein goldener Lindenzweig mit drei Blättern, begleitet im linken Obereck von einem silbernen Malteserkreuz.“ |
| Wappen von Sülstorf | Wappenbegründung: In dem Wappen soll mit dem Hauptsymbol, dem Lindenzweig, zum einen auf die waldreiche Umgebung, zum anderen von der Blattzahl her auf die drei Ortsteile hingewiesen werden. Das silberne achtspitzige Ordenszeichen des 1048 gegründeten Malteserordens erinnert an die Zugehörigkeit von Sülstorf zur ehemaligen Johanniter-Komturei Kraak, die für die Kolonisation des Gebietes von Bedeutung war. Mit der Tingierung in Rot und Gold wird der Bezug zur früheren Grafschaft Schwerin hergestellt. Das Wappen und die Flagge wurde von dem Schweriner Heraldiker Heinz Kippnick gestaltet. Es wurde zusammen mit der Flagge am 21. September 2000 durch das Ministerium des Innern genehmigt und unter der Nr. 229 der Wappenrolle des Landes Mecklenburg-Vorpommern registriert. |

### Flagge

Flagge der Gemeinde Sülstorf

Die Flagge ist quer zur Längsachse des Flaggentuchs von Rot, Gelb und Rot gestreift. Die roten Streifen nehmen je ein Viertel, der gelbe Streifen nimmt die Hälfte der Länge des Flaggentuchs ein. In der Mitte des gelben Streifens liegt das Gemeindewappen, das zwei Drittel der Höhe und ein Drittel der Länge des Flaggentuchs einnimmt. Die Länge des Flaggentuchs verhält sich zur Höhe wie 5:3.

### Dienstsiegel
Das Dienstsiegel zeigt das Gemeindewappen mit der Umschrift „• GEMEINDE SÜLSTORF • LANDKREIS LUDWIGSLUST-PARCHIM“.

## Sehenswürdigkeiten
- Johanniterkirche als spätgotische Saalkirche vom 15. Jahrhundert auf alten Fundamenten von 1217; hölzerner Turm von 2003. Auf dem Kirchhof das denkmalgeschützte Grabkreuz Dahl.
- Pfarrhof mit Wohnhaus, Scheune und Stallscheune
- Ehrenfriedhof von 1947 zum Gedenken an 53 weibliche jüdische KZ-Häftlinge eines fehlgeleiteten Evakuierungszuges von Beendorf zum KZ Wöbbelin, zwei Außenlagern des KZ Neuengamme, am Bahnhof Sülstorf. Im Jahre 1951 wurde ein Gedenkstein für diese 53 von insgesamt mehr als 200 Todesopfern errichtet
- Neogotische Kirche im Ortsteil Sülte

→ Siehe auch Liste der Baudenkmale in Sülstorf

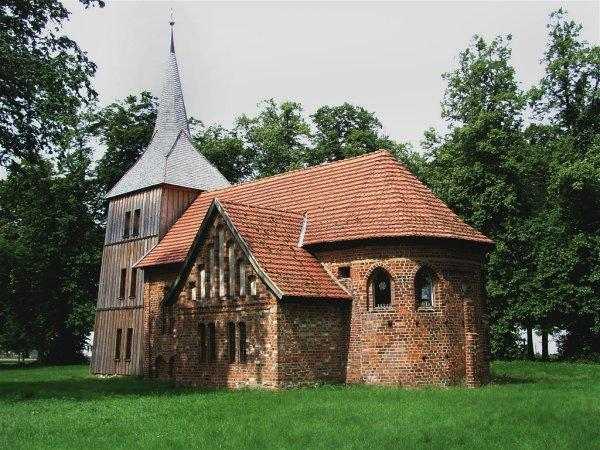
Johanniterkirche Sülstorf
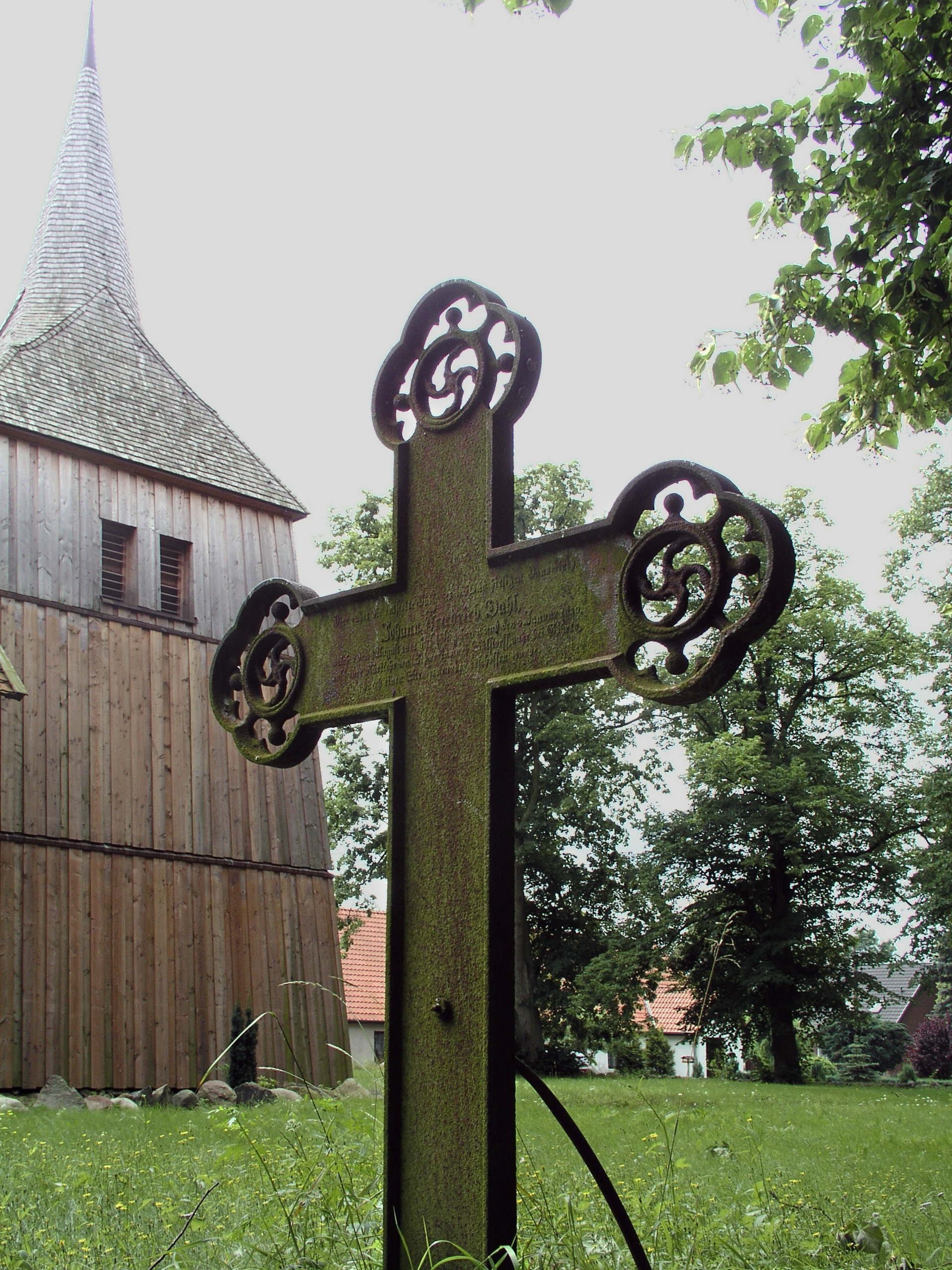
Grabkreuz Dahl
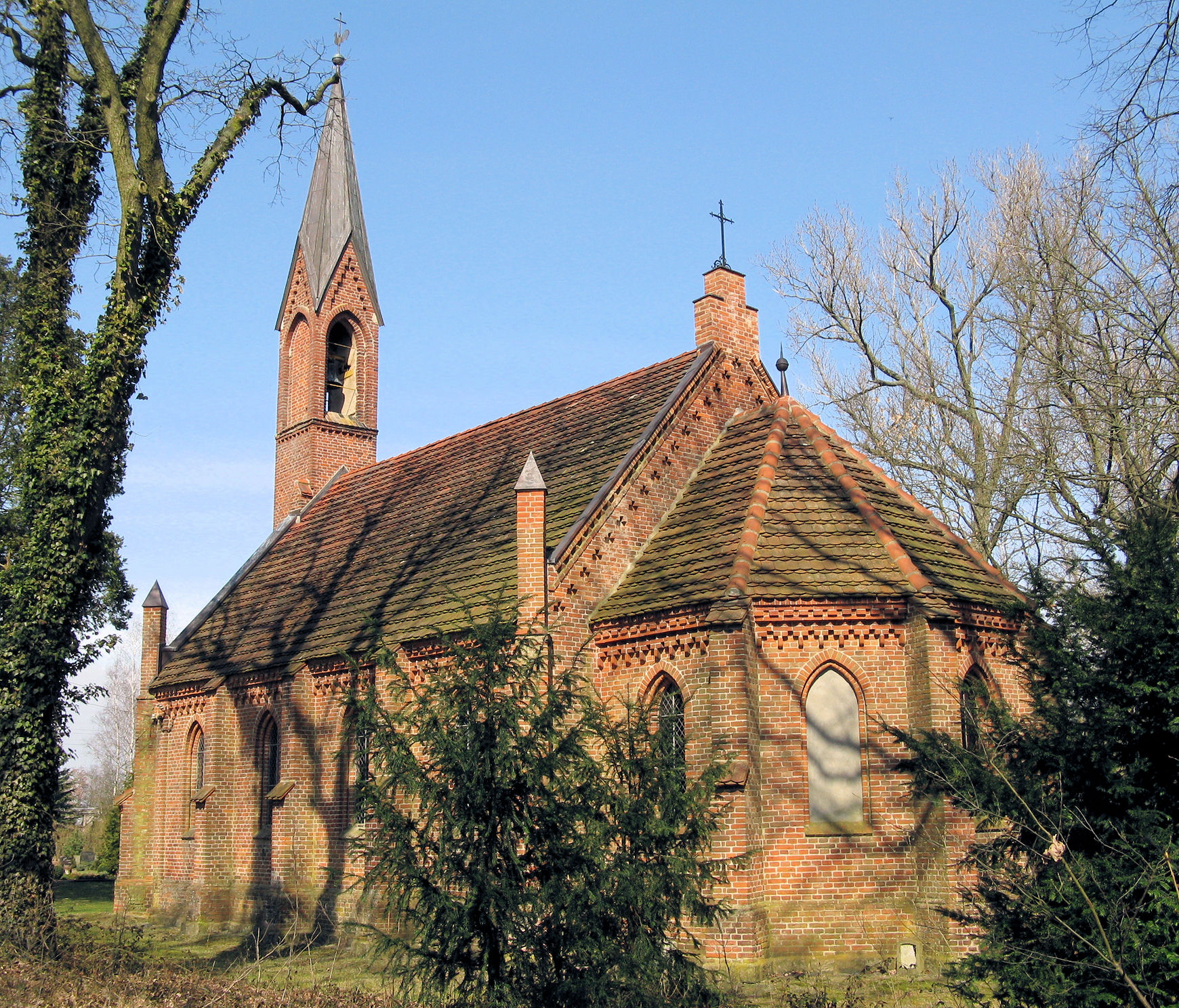
Dorfkirche Sülte

## Persönlichkeiten
- Jochen Bachfeld (*  1952), Amateurboxer, Olympiasieger 1976 in Montreal im Weltergewicht.